# Canton d'Argovie
Le canton d'Argovie (AG, en allemand : Kanton Aargau) est l'un des 26 cantons de la Suisse. Son chef-lieu est Aarau.

## Toponymie
Le nom allemand du canton, Aargau, composé du nom de la rivière Aar et du terme politico-géographique médiéval Gau, signifie « pays de l'Aar ».
En italien et en romanche, il est nommé Argovia.

## Géographie

### Localisation

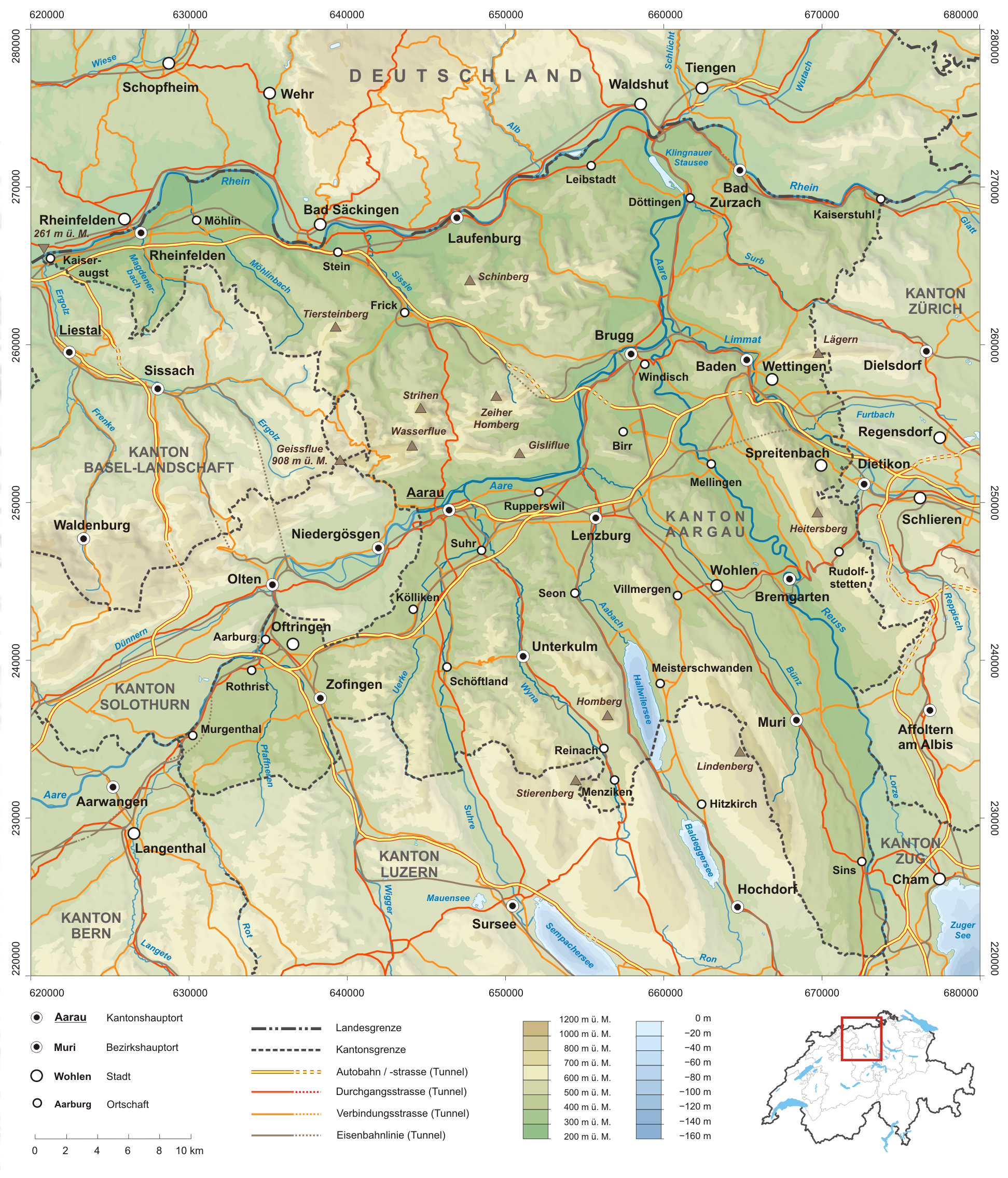
Carte topographique du canton d'Argovie.

Le canton d'Argovie est situé dans le nord de la Suisse, sur le plateau suisse, sur les contreforts orientaux du Jura. Il est bordé par l'Allemagne au nord et par les cantons de Zoug et Zurich à l'est, de Lucerne au sud et de Bâle-Campagne, Soleure et Berne à l'ouest.
L'Argovie culmine sur le Geissflue, à 908 m d'altitude, et son point le plus bas se trouve à Kaiseraugst, à 260 m d'altitude. S'étendant sur 1 403,73 km2, l'Argovie est le dixième canton suisse en superficie.

### Relief
L'Argovie est situé sur un territoire vallonné par de nombreuses collines au nord des Alpes suisses et à l'est du Jura. Le paysage alterne des collines boisées avec des vallées fertiles parcourues par l'Aar et ses affluents.

### Climat
| Données                         | Station       | jan. | fév. | mars | avril | mai  | juin | jui. | août | sep. | oct. | nov. | déc. | année |
| ------------------------------- | ------------- | ---- | ---- | ---- | ----- | ---- | ---- | ---- | ---- | ---- | ---- | ---- | ---- | ----- |
| Températures moyennes max. (°C) | Buchs / Aarau | 3,2  | 5,2  | 10,3 | 14,5  | 19,3 | 22,6 | 25,2 | 24,5 | 19,9 | 14,4 | 7,6  | 4    | 14,2  |
| Températures moyennes max. (°C) | Lägern        | 1    | 1,9  | 6,1  | 10,3  | 14,9 | 17,9 | 20,3 | 19,8 | 15,5 | 10,9 | 5,1  | 2    | 10,5  |
| Températures moyennes min. (°C) | Buchs / Aarau | -2   | −2,1 | 1    | 3,9   | 8,3  | 11,5 | 13,3 | 12,9 | 9,6  | 6,5  | 1,8  | −0,7 | 5,3   |
| Températures moyennes min. (°C) | Lägern        | −3,3 | −2,6 | 0,4  | 3,2   | 7,6  | 10,6 | 12,8 | 12,9 | 9,4  | 5,7  | 0,8  | −2,3 | 4,6   |
| Précipitations (mm)             | Buchs / Aarau | 62   | 59   | 68   | 68    | 99   | 100  | 101  | 97   | 80   | 78   | 72   | 79   | 961   |
| Précipitations (mm)             | Lägern        | −    | −    | −    | −     | −    | −    | −    | −    | −    | −    | −    | −    | −     |
| Ensoleillement (heures)         | Buchs / Aarau | 39   | 69   | 119  | 149   | 170  | 186  | 211  | 193  | 141  | 85   | 43   | 30   | 1 435 |
| Ensoleillement (heures)         | Lägern        | 69   | 91   | 128  | 158   | 186  | 207  | 233  | 211  | 161  | 110  | 71   | 54   | 1 679 |
| Source : MétéoSuisse.           |               |      |      |      |       |      |      |      |      |      |      |      |      |       |

### Transports
L'Argovie est un carrefour important entre les autres cantons de la Suisse, traversé par des autoroutes d'est en ouest et du nord au sud.

## Histoire
Au temps des Romains, l'Argovie fait partie du limes septentrional de l'Empire, qui tombe progressivement en déliquescence à cause des luttes de pouvoir à sa tête. Devant la carence de pouvoir politique fort, la région voit l'installation progressive des Alamans à partir du IIIe siècle. Sans protection romaine et sous la pression des Francs, l'Argovie se peuple d'Alamans à la fin du Ve siècle. Après des siècles de lutte, l'Argovie intègre le Royaume franc au VIIe siècle. Le nom d'Argovie est employé pour la première fois en 763.
Au Moyen Âge, l'Argovie est une région frontalière entre l'Alémanie et la Bourgogne, disputée par les deux duchés. Les membres d'une branche de la maison de Vettéravie (Conradiens, renommés ensuite comtes de Tegerfelden), deviennent comtes d'Argovie à partir de 750 et par intermittence jusqu'en 1030. Depuis la fin de la dynastie Hohenstaufen jusqu'à 1415, l'Argovie est dirigée par les Habsbourg. Au haut Moyen Âge, la région fait partie de la Haute-Bourgogne.
En 1415, la région est conquise sur les Habsbourg par la Confédération suisse. La partie sud-ouest (Zofingue, Aarburg, Aarau, Lenzburg et Brugg) est annexée par le canton de Berne et devient l'Argovie bernoise ; certains districts, les Freie Ämter et le comté de Baden, deviennent territoires sujets de certains ou tous les membres de la Confédération.
Ainsi, en 1798, l'actuel[pas clair] territoire du canton d'Argovie recouvre :
- la Basse-Argovie ou Argovie inférieure (en allemand : Unteraargau), divisé en sept bailliages — dont Aarbourg, Biberstein, Kasteln, Lenzbourg, Schenkenberg — et quatre villes municipales (en allemand : Munizipalstädten) — Aarau, Zofingue, Lenzbourg et Brugg ;
- l'ancien Comté de Baden, bailliage commun, divisé en onze bailliages (en allemand : Ämter) : huit dits « intérieurs » (en allemand : Innere Ämter)  — Rohrdorf, Birmenstorf, Gebenstorf, Dietikon, Wettingen, Siggenthal, Ehrendingen et Leuggern — et trois dits « extérieurs » (en allemand : Äussere Ämter) — Klingnau, Zurzach et Kaiserstuhl — dont dépendaient, sur la rive droite du Rhin, les paroisses de Kadelburg (aujourd'hui, quartier de Küssaberg), Lienheim (aujourd'hui, quartier de Hohentengen am Hochrhein) et Hohentengen ;
- les bailliages libres (en allemand : Freie Ämter), sauf celui de Richensee (Hitzkirch) ;
- le Kelleramt, bailliage du canton de Zurich ;
- le Fricktal, divisé en deux seigneuries — celle de Rheinfelden, avec les pays (en allemand : Landschaften) de Möhlinbach, du Rheintal et du Fricktal, et de Laufenburg — et quatre « villes forestières » (en allemand : Waldstädte) — Rheinfelden, Säckingen, Laufenburg et Waldshut.

En 1798, la Confédération subit l'occupation des troupes françaises et se voit imposer la République helvétique. L'Argovie est détachée du canton de Berne et le canton d'Argovie est créé par la constitution de la République helvétique du 12 avril 1798.
Son territoire ne recouvre que la partie de la Basse-Argovie située à l'est de la Wigger : dès le 22 mars 1798, sa frontière occidentale est fixée sur la Wigger, de sorte que la majeure part du bailliage d'Aarbourg reste bernoise, bien qu'elle dépende d'Aarbourg et de Zofingue sur les plans fiscal et, en partie, paroissial.
Son chef-lieu est Aarau, capitale de la République helvétique de mai à septembre 1798. Il est divisé en cinq districts : Aarau, Brugg, Kulm, Lenzbourg et Zofingue.
Il s'y ajouta, officiellement en 1802, en fait en 1803, la partie occidentale de l'ancien bailliage d'Aarbourg.
Le 11 avril 1798, les bailliages libres, le comté de Baden et le Kelleramt, affranchis de leur sujétion depuis la fin du mois de mars 1798, se constitue en un canton de Baden.
Par le traité de paix signé à Campo-Formio, le 17 octobre 1797 (26 vendémiaire an VI), François II du Saint-Empire s'engage à céder à la République française, « la souveraineté et propriété du Fricktal et de tout ce qui appartient à la Maison d'Autriche sur la rive gauche du Rhin, entre Zurzach et Bâle », à condition d'obtenir, au Congrès de Rastadt, « une compensation [territoriale] proportionnelle en Allemagne » et à charge, pour la République française, de « réuni[r] lesdits territoires à la République helvétique ». Puis, par le traité de paix signé à Lunéville, le 9 février 1801 (20 pluviôse an IX), François II du Saint-Empire cède à la République française « le Fricktal et tout ce qui appartient à la Maison d'Autriche sur la rive gauche du Rhin, entre Zurzach et Bâle », la République française se réservant de céder celui-ci à la République helvétique.
Le 9 février 1802, le Fricktal se constitue en un canton (chef-lieu : Rheinfelden). Le 13 août 1802, il est rattaché à la République helvétique.
Le 19 février 1803, après l'acte de médiation, la réunion des cantons d'Argovie, de Baden et du Fricktal donna naissance au canton d'Argovie actuel.
L'ancien bailliage de Hitzkirch est incorporé au canton de Lucerne, en échange de celui de Merenschwand ; les communes de Schlieren, Dietikon, Hüttikon et Oetwil an der Limmat sont incorporées au canton de Zurich.
Après la Restauration, en 1815, le canton d'Argovie conserve son indépendance.

### Histoire juive
Le canton d’Argovie a joué un rôle important dans l’histoire des juifs en Suisse.
Au XVIIe siècle, l'Argovie était le seul canton fédéral où les Juifs étaient tolérés. En 1774, ils sont limités à deux lieux seulement, Endingen et Lengnau. Alors que la bourgeoisie rurale ne cesse de réclamer l'expulsion des Juifs, les intérêts financiers des autorités l'empêchent. Elles imposent des taxes spéciales sur le colportage et le commerce du bétail, les principales professions juives. Les Juifs sont directement subordonnés au gouverneur ; à partir de 1696, ils sont obligés de renouveler une lettre de protection de sa part tous les 16 ans.   

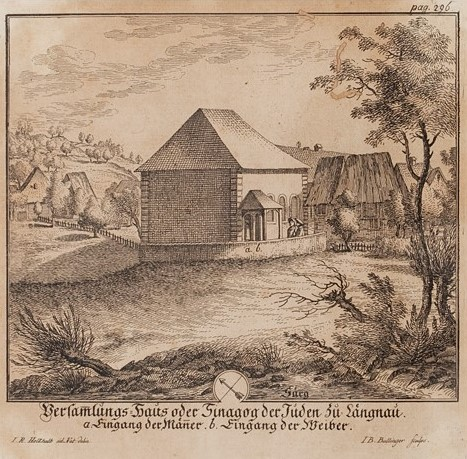
Gravure du XVIIIe siècle de la synagogue de Lengnau. Dans la collection du Musée juif de Suisse.

Pendant cette période, les juifs et les chrétiens n'étaient pas autorisés à vivre sous le même toit, ni à posséder des terres ou des maisons. Ils sont taxés à un taux beaucoup plus élevé que les autres et, en 1712, la communauté de Lengnau est pillée. En 1760, les juifs sont encore plus limités en ce qui concerne les mariages et la procréation. Une taxe exorbitante est prélevée sur les licences de mariage ; souvent, elles sont carrément refusées, et ce jusqu'au XIXe siècle. En 1799, la République helvétique abolit tous les péages spéciaux et, en 1802, supprime l'impôt électoral. Le 5 mai 1809, les juifs sont déclarés citoyens et bénéficient de certain droits en matière de commerce et d'agriculture. Ils étaient encore limités à Endingen et Lengnau jusqu'au 7 mai 1846, date à laquelle leur droit de circuler et de résider librement dans le canton d'Argovie leur a été accordé. Le 24 septembre 1856, le Conseil fédéral suisse leur accorde les pleins droits politiques en Argovie, ainsi que des droits commerciaux étendus ; toutefois, la population majoritairement chrétienne ne respecte pas entièrement ces nouvelles lois libérales. Au cours de l'année 1860, le gouvernement du canton vote l'octroi du suffrage pour tous les droits locaux et l'autonomie de leurs communautés. Avant que la loi ne soit promulguée, elle est cependant abrogée en raison d'une vive opposition menée par le parti Ultramonte. Enfin en 1866 un referendum accorde à tous les Juifs les pleins droits de citoyens. Cependant, ils n'ont pas reçu tous les droits à Endingen et Lengnau jusqu'à ce qu'une résolution du Grand Conseil, le 15 mai 1877, accorde les droits de citoyens aux membres des communautés juives de ces endroits, en leur donnant des chartes sous les noms de Nouvel Endingen et Nouveau Lengnau.

## Politique et administration

### Communes

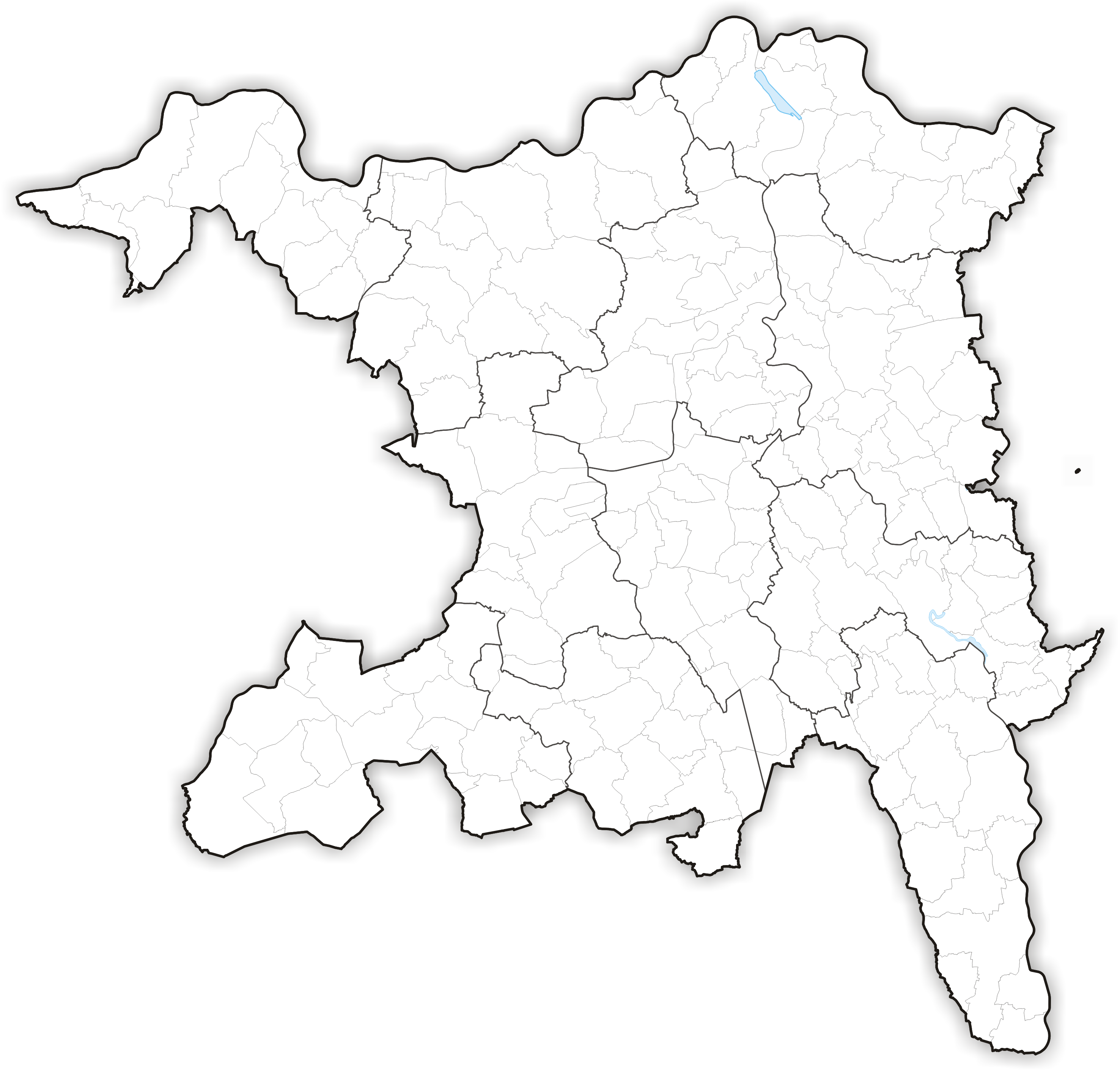
Carte du canton d'Argovie indiquant sa subdivision en communes.

En 2024, le canton d'Argovie est subdivisé en 197 communes.
Au 31 décembre 2023, le canton possède douze villes (en gras les chefs-lieux) :
- Aarau, 22 290 habitants ;
- Wettingen, 21 479 habitants ;
- Baden, 23 587 habitants ;
- Wohlen, 17 481 habitants ;
- Oftringen, 15 080 habitants ;
- Rheinfelden, 13 854 habitants ;
- Spreitenbach, 12 512 habitants ;
- Zofingue, 12 796 habitants ;
- Brugg, 13 288 habitants ;
- Möhlin, 11 349 habitants ;
- Lenzbourg, 11 184 habitants ;
- Suhr, 11 340 habitants.

### Districts

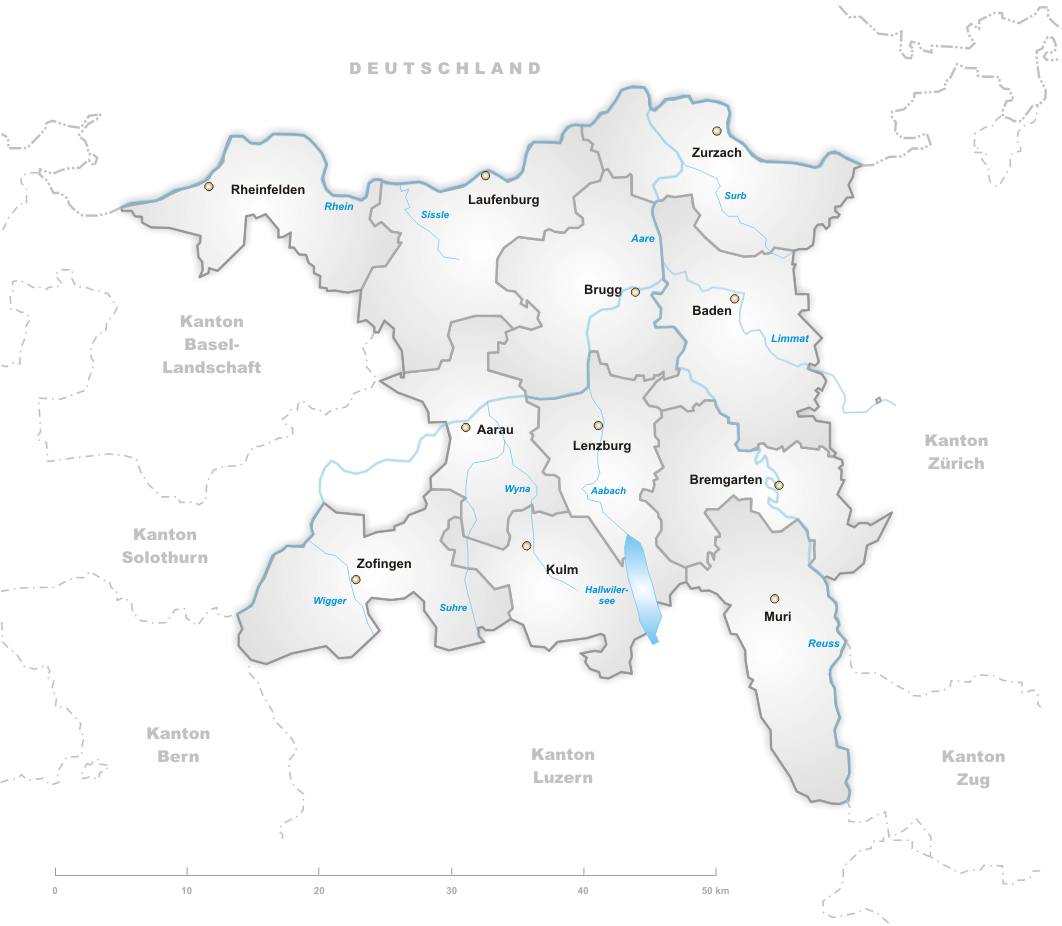
Carte des districts du canton d'Argovie.

Le canton d'Argovie est composé de onze districts (chef-lieu entre parenthèses) :

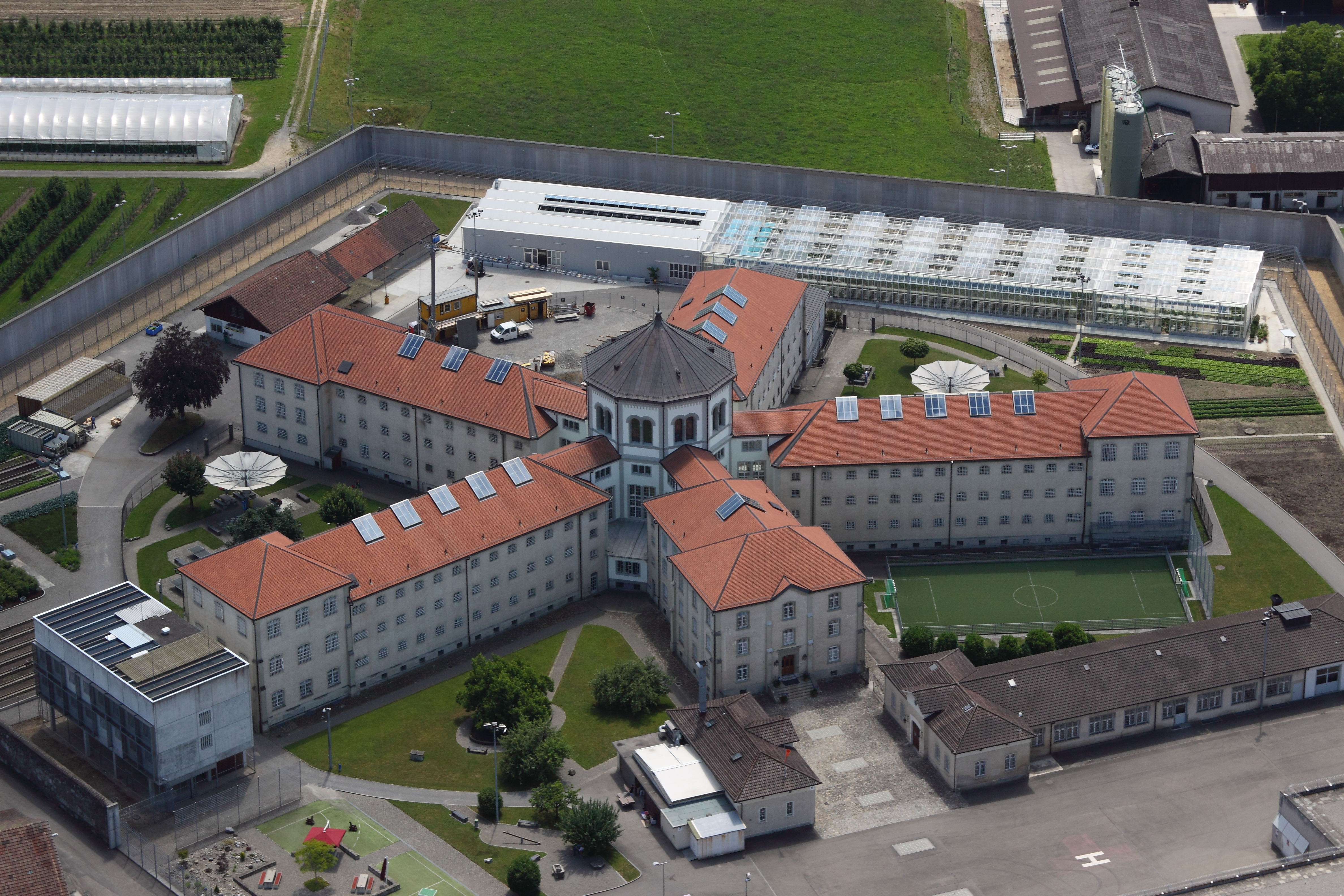
Vue sur le pénitencier de Lenzbourg.

- Aarau (Aarau) ;
- Baden (Baden) ;
- Bremgarten (Bremgarten) ;
- Brugg (Brugg) ;
- Kulm (Unterkulm) ;
- Laufenburg (Laufenburg) ;
- Lenzbourg (Lenzbourg) ;
- Muri (Muri) ;
- Rheinfelden (Rheinfelden) ;
- Zofingue (Zofingue) ;
- Zurzach (Zurzach).

### Sécurité
Le canton d'Argovie dispose d'une police cantonale pour assurer la sécurité de la population.
Les autorités cantonales utilisent le complexe carcéral des établissements de Lenzbourg pour effectuer les missions de détention,. Composés d'un pénitencier (mis en service en 1864) et d'une prison centrale (mise en service en 2011), les établissements peuvent accueillir 363 détenus en 2020 et incarcérer des individus dans tous les régimes de détention qu'ils soient des hommes, des femmes ou des mineurs.

## Démographie

### Population
Au 31 décembre 2023, le canton d'Argovie compte 726 894 habitants, soit 8,2 % de la population totale de la Suisse. Seuls trois cantons sont plus peuplés (Berne, Vaud et Zurich). La densité de population atteint 518 hab./km2, nettement supérieure à la moyenne suisse.
Pour des raisons techniques, il est temporairement impossible d'afficher le graphique qui aurait dû être présenté ici.

### Religion
Les catholiques romains sont légèrement majoritaires et forment 40 % de la population du canton. 37 % des habitants revendiquent l'appartenance au protestantisme.
Le tableau suivant détaille la population du canton suivant la religion, en 2000 :
| Religion                       | Population | %      |
| ------------------------------ | ---------- | ------ |
| Catholiques romains            | +219 800,  | +040,1 |
| Protestants                    | +203 949,  | +037,3 |
| Communautés islamiques         | +30 072,   | +005,5 |
| Chrétiens-orthodoxes           | +11 523,   | +002,1 |
| Catholiques chrétiens          | +03 418,   | +000,6 |
| Communauté de confession juive | +00342,    | +000,1 |
| Aucune appartenance            | +57 573,   | +010,5 |
| Autres                         | +20 816,   | +003,8 |
| Total                          | +547 493,  | +100,  |

Note : les intitulés des religions sont ceux donnés par l'Office fédéral de la statistique ; les protestants comprennent les communautés néo-apostoliques et les témoins de Jéhovah ; la catégorie « Autres » inclut les personnes ne se prononçant pas.

## Culture locale

### Emblèmes
Le canton d'Argovie a pour emblèmes un drapeau et un blason. Les armoiries d'Argovie se blasonnent : Parti, au 1 de sable au trois fasces ondées d’argent ; au 2 d’azur, au trois étoiles d’argent.

### Langue
La langue officielle du canton est l'allemand.
Le tableau suivant détaille la langue principale des habitants du canton en 2000 :
| Langue                             | Locuteurs | %      |
| ---------------------------------- | --------- | ------ |
| Allemand                           | +477 093, | +087,1 |
| Italien                            | +17 847,  | +003,3 |
| Langues slaves de l'ex-Yougoslavie | +11 586,  | +002,1 |
| Albanais                           | +09 823,  | +001,8 |
| Turc                               | +05 709,  | +001,  |
| Portugais                          | +03 615,  | +000,7 |
| Espagnol                           | +03 287,  | +000,6 |
| Romanche                           | +00618,   | +000,1 |
| Français                           | +00151,   | +000,1 |
| Autres                             | +13 764,  | +002,5 |
| Total                              | +547 493, | +100,  |